# Hubert Scaillet
Hubert Scaillet   (Spontin, 2 de juny de 1935 - Spontin, 1986) fou un pilot de motocròs belga que destacà en competició al tombant de la dècada del 1950, quan fou un dels principals competidors al Campionat del Món de motocròs. El seu principal èxit en aquesta competició fou la victòria al Gran Premi d'Àustria de 1958 (celebrat a Sittendorf el 20 d'abril). També guanyà dos Campionats de Bèlgica en la categoria màxima (1962 i 1963) i dos més en categories inferiors de ben jove, quan començava en aquest esport (el campionat Júnior el 1954 i el Sènior el 1956). Un cop va haver posat fi a la seva carrera, el 1964, es va fer càrrec d'un taller d'automòbils prop de Spontin. Es va morir en un accident de cotxe el 1986.

## Palmarès al Campionat del Món
Font:
| Any  | Motocicleta     | 500cc |
| ---- | --------------- | ----- |
| 1956 | FN              | 20è   |
| 1957 | FN              | 9è    |
| 1958 | FN              | 5è    |
| 1959 | Matchless       | 11è   |
| 1960 | Matchless       | 12è   |
| 1961 | Triumph         | 22è   |
| 1962 | Triumph-Métisse | 14è   |
| 1963 | Métisse-Triumph | 20è   |
| 1964 | Métisse-Triumph | 8è    |

Notes
1. ↑  Fins al 1956 inclòs no existia el Campionat del Món de 500cc, ans el d'Europa